# Rozivka, Prîazovske
Rozivka (în ucraineană Розівка) este localitatea de reședință a comunei Rozivka din raionul Prîazovske, regiunea Zaporijjea, Ucraina.

## Demografie
Componența lingvistică a localității Rozivka
     Rusă (51,9%)
     Ucraineană (45,84%)
     Bulgară (1,07%)
     Romani (1,07%)
Conform recensământului din 2001, majoritatea populației localității Rozivka era vorbitoare de rusă (51,9%), existând în minoritate și vorbitori de ucraineană (45,84%), romani (1,07%) și bulgară (1,07%).